# 학교의 계단
《학교의 계단》(일본어: 学校の階段 가코노카이단[*])은 일본의 라이트 노벨 작가인 카이마 타카아키가 집필한 소설이다. 일러스트는 아마후쿠 카마네가 맡았다. 2006년 1월 30일에 일본에서 엔터 브레인이 1권을 출판하였고 2009년 7월 30일, 완결인 11권을 출판하였다. 대한민국에서는 학산문화사가 2008년 7월 7일에 1권 번역본을 출판한 이후, 2010년 1월 7일 8권을 출판하였다.

## 개요

### 줄거리
남자 주인공인 칸바 유키히로는 텐구리하마 고등학교의 1학년 새내기이다. 입학 이후 복잡한 절차에 애를 먹은 유키히로는 자신이 견학할 곳인 농구부에 가기 위해 계단을 내려가던 중 자신의 뒤에서 계단을 뛰어 내려오고 있는 코코노에 유우코를 우연히 발견하게 된다. 이후 유키히로는 길을 잘못 찾아 들어온 근육연구부에서 가입을 강요받게 되는 처지에 놓이게 된다. 이를 본 유우코는 이러한 상황에서 유키히로를 보호해 주었다. 하지만 유우코는 이를 빌미로 계단부를 견학하도록 강요한다. 학교 비공인에다 학생들에게는 애물단지인 계단부를 억지로 견학하게 된 유키히로. 그런데 유키히로는 오히려 계단 달리기에 열중하는 부원들을 보면서 자신 안에 싹튼 욕구를 깨닫게 되어 결국에는 계단부에 등록하게 된다.

## 등장 인물
칸바 유키히로(神庭 幸宏)
코코노에 유우코(九重 ゆうこ)
카리야 켄고(刈谷 健吾)
아마가사키 이즈미(天ヶ崎 泉)
사에구사 소지(三枝 宗司)
이즈츠 켄(井筒 研)
칸바 미후유(神庭 美冬)
나카무라 치즈루(中村 ちづる)
칸바 코나츠(神庭 小夏)

## 단행본 목록
- 제1권
  - 일본 : 2006년 1월 30일 발매 / ISBN 978-4-7577-2598-0
  - 대한민국 : 2008년 7월 7일 발매 / ISBN 978-89-258-0894-9

- 제2권
  - 일본 : 2006년 5월 29일 발매 / ISBN 978-4-7577-2802-8
  - 대한민국 : 2008년 8월 7일 발매 / ISBN 978-89-258-0896-3

- 제3권
  - 일본 : 2006년 9월 30일 발매 / ISBN 978-4-7577-2936-0
  - 대한민국 : 2008년 10월 7일 발매 / ISBN 978-89-258-0897-0

- 제4권
  - 일본 : 2007년 1월 29일 발매 / ISBN 978-4-7577-3331-2
  - 대한민국 : 2009년 1월 7일 발매 / ISBN 978-89-258-0897-0

- 제5권
  - 일본 : 2007년 4월 28일 발매 / ISBN 978-4-7577-3504-0
  - 대한민국 : 2009년 3월 7일 발매 / ISBN 978-89-258-0899-4

- 제6권
  - 일본 : 2007년 7월 30일 발매 / ISBN 978-4-7577-3629-0
  - 대한민국 : 2009년 5월 7일 발매 / ISBN 978-89-258-0900-7

- 제7권
  - 일본 : 2007년 10월 29일 발매 / ISBN 978-4-7577-3796-9
  - 대한민국 : 2009년 11월 7일 발매 / ISBN 978-89-258-0901-4

- 제8권
  - 일본 : 2008년 3월 29일 발매 / ISBN 978-4-7577-4077-8
  - 대한민국 : 2010년 1월 7일 발매 / ISBN 978-89-258-3239-5

- 제9권
  - 일본 : 2008년 10월 30일 발매 / ISBN 978-4-7577-4479-0
  - 대한민국 : 2011년 8월 7일 발매 / ISBN 978-89-258-7354-1
- 제10권
  - 일본 : 2009년 7월 29일 발매 / ISBN 978-4-7577-4984-9

- 외전 1권
  - 일본 : 2009년 4월 10일 발매 / ISBN 978-4-7577-4765-4

- 외전 2권
  - 일본 : 2010년 11월 11일 발매 / ISBN 978-4-04-726820-3